# Brum
Brum is een Brits kinderprogramma over een klein oldtimer-autootje.
Brum is een autootje dat in iedere aflevering op weg gaat naar de grote stad om daar avonturen te beleven. Hij redt daar mens en dier uit benarde situaties, vangt boeven en voorkomt veel onheil. De afleveringen, die geheel los staan van elkaar, worden opgenomen in Birmingham. Aan die stad dankt het autootje ook zijn naam: Birmingham wordt in de plaatselijke spreektaal Brum genoemd.
In Nederland wordt Brum uitgezonden als onderdeel van NPO Zappelin. De oorspronkelijke uitzendingen liepen daarnaast ook van 15 februari 2003 tot 23 december 2006 op The Learning Channel, en in de negentiger jaren ook op Kindernet.

## Productie
Brum is door de jaren heen geschreven door een reeks schrijvers. Anne Wood schreef de eerste serie, terwijl de tweede reeks geschreven werd door Tom Poole, Dirk Campbell, Andrew Davenport en Morgan Hall. De laatste twee series werden geschreven door Alan Dapré, Vic Finch, Dylan Leslie Birch en Holly Elson. Er waren ook afleveringen geschreven door Boohbah, Steve Dorrance en Will Miller.   
De serie werd geproduceerd door Ragdoll Productions, HiT Entertainment, BBC Television en Discovery Kids.    

## Achtergrond
Brum is een replica (schaal 1:2) van een Austin Seven "Chummy"-cabriolet uit de tweede helft van de jaren twintig van de twintigste eeuw. Hij rijdt zelf en kan zich uiten op een aantal manieren, waaronder het openen en sluiten van zijn deuren en de motorkap.
De auto is ontworpen en gebouwd door Rex Garrod (overleden op 8 april 2019). Een radiografisch bestuurbaar speelgoedmodel is te zien in de videoclip bij Fireflies van Owl City. 
De begin- en eindscènes werden gefilmd bij het Cotswold Motoring Museum in Bourton-on-the-Water, Gloucestershire. Het model van de auto dat gebruikt werd voor de opnames, wordt in het museum bewaard wanneer het niet in gebruik is. 
Oorspronkelijk werd het programma in Birmingham opgenomen, vandaar de naam. Naast een onomatopee is Brum ook een veel voorkomende informele naam voor Birmingham. Inwoners van Birmingham staan bekend als Brummies. De latere series maken geen melding van Birmingham, dat als de grote stad werd genoemd.
De acteurs spreken niet in de serie. Met pantomime en een voice-over die uitlegt wat er precies gebeurt, wordt het voor de kijker duidelijk gemaakt waar de aflevering over gaat. Om deze reden is het gemakkelijk geweest om de afleveringen ook in andere landen uit te zenden. Hiervoor hoefde alleen de tekst van de voice-over te worden vertaald naar de taal van het land van uitzending en daarna opnieuw te worden ingesproken bij de beelden. De serie is vertaald in onder meer het Nederlands, Arabisch, Bulgaars, Catalaans, Chinees, Deens, Duits, Fins, Frans, Hebreeuws, Hongaars, Italiaans, Japans, Kroatisch, Noors, Pools, Portugees, Spaans, Thai, Welsh en Zweeds.
De vertelstem van seizoen 1 & seizoen 2 was Toyah Willcox. Van seizoen 3 t/m seizoen 5 is de vertelstem Sarah Wichall of Tom Wright.
De Nederlandse vertelstem van seizoen 1 & seizoen 2 was Beatrijs Sluijter. Van seizoen 3 t/m seizoen 5 is de vertelstem Elise Pel of Dirk Bakker. De laatste twee afleveringen van seizoen 5 worden door een ander kind verteld dat niet in de aftiteling vermeld wordt. De muziek bij de aftiteling is ingezongen door Céline Purcell, Eline Blom en Joost Kramer.

## Verhaal
Elke aflevering van Brum begint en eindigt op dezelfde manier in het museum. Als de eigenaar (gespeeld door Mike Cavanagh) het museum opent, komt Brum tot leven. Hij doet dan zijn koplampen aan en vertrekt ongezien. Hij gaat op verkenning naar de grote stad, maar hij keert ook altijd weer op tijd terug naar het museum aan het einde van iedere aflevering. Hierdoor lijkt het voor de eigenaar alsof er niks gebeurd is, hoewel er wel een voorwerp van Brums avontuur op de achterbank achtergebleven is, en wordt opgemerkt door de eigenaar.

## Seizoenen
| Seizoen | Afleveringen | Uitzendingen                         |
| ------- | ------------ | ------------------------------------ |
| 1       | 13           | 26 september 1991 - 19 december 1991 |
| 2       | 13           | 6 oktober 1994 - 29 december 1994    |
| 3       | 17           | 11 oktober 2000 - 7 maart 2001       |
| 4       | 13           | 14 maart 2001 - 11 juli 2001         |
| 5       | 10           | 2 september 2002 - 4 november 2002   |

## Afleveringen

### Seizoen 1 (1991)
| Aflevering (seizoen) | Aflevering (serie) | Nederlandse titel        | Originele titel               | Uitzenddatum      |
| -------------------- | ------------------ | ------------------------ | ----------------------------- | ----------------- |
| 1                    | 1                  | Brum in moeilijkheden    | Brum to the Rescue            | 26 september 1991 |
| 2                    | 2                  | Brum gaat vliegeren      | Brum and the Kite             | 3 oktober 1991    |
| 3                    | 3                  | naar de sloop            | Brum and the Car Breakers     | 10 oktober 1991   |
| 4                    | 4                  | Brum gaat naar de opera  | Brum at the Opera             | 17 oktober 1991   |
| 5                    | 5                  | Brum en de grasmaaier    | Brum and the Mad Mower        | 24 oktober 1991   |
| 6                    | 6                  | Brum gaat aan het strand | Brum at the Seaside           | 31 oktober 1991   |
| 7                    | 7                  | Verdwaald, verdwaald     | Brum and the Little Girl Lost | 7 november 1991   |
| 8                    | 8                  | Brum gaat racen          | Brum's Wheels                 | 14 november 1991  |
| 9                    | 9                  | Brum in het circus       | Brum and the Stilt Walker     | 21 november 1991  |
| 10                   | 10                 | Brum en de verhuiswagen  | Brum and the Moving Van       | 28 november 1991  |
| 11                   | 11                 | Brum en de bankrovers    | Brum and the Bank Robbers     | 5 december 1991   |
| 12                   | 12                 | Brum en de kinderwagen   | Brum and the Baby Carriage    | 12 december 1991  |
| 13                   | 13                 | Brum op safari           | Brum on Safari                | 19 december 1991  |

### Seizoen 2 (1994)
| Aflevering (seizoen) | Aflevering (serie) | Nederlandse titel             | Originele titel             | Uitzenddatum     |
| -------------------- | ------------------ | ----------------------------- | --------------------------- | ---------------- |
| 1                    | 14                 | Brum en de helikopter         | Brum and the Helicopter     | 6 oktober 1994   |
| 2                    | 15                 | Brum en de hijskraan          | Brum and the Crane          | 13 oktober 1994  |
| 3                    | 16                 | De schaatsster                | Brum is an Ice Skating Star | 20 oktober 1994  |
| 4                    | 17                 | Dansen op straat              | Brum and the Big Chase      | 27 oktober 1994  |
| 5                    | 18                 | Brum op de bruiloft           | Brum and the Wedding        | 3 november 1994  |
| 6                    | 19                 | Brum en de gemene dief        | Brum and the Big Town Race  | 10 november 1994 |
| 7                    | 20                 | Brum in de supermarkt         | Brum Goes Shopping          | 17 november 1994 |
| 8                    | 21                 | Brum en een winderige dag     | Brum and the Very Windy Day | 24 november 1994 |
| 9                    | 22                 | Brum en het straatfeest       | Brum and the Street Party   | 1 december 1994  |
| 10                   | 23                 | Brum en het verdwaalde poesje | Brum and the Lost Kitten    | 8 december 1994  |
| 11                   | 24                 | Brum en de fanfare            | Brum and the Marching Band  | 15 december 1994 |
| 12                   | 25                 | Brum en de overstroming       | Brum and the Flood          | 22 december 1994 |
| 13                   | 26                 | Brum gaat een huis schilderen | Brum Goes House Painting    | 29 december 1994 |

### Seizoen 3 (2001)
| Aflevering (seizoen) | Aflevering (serie) | Nederlandse titel             | Originele titel                  | Uitzenddatum     |
| -------------------- | ------------------ | ----------------------------- | -------------------------------- | ---------------- |
| 1                    | 27                 | Brum en het vliegveldavontuur | Brum and the Airport Adventure   | 11 oktober 2001  |
| 2                    | 28                 | Brum en de stoute hond        | Brum and the Naughty Dog         | 18 oktober 2001  |
| 3                    | 29                 | Brum en de pizzaria           | Brum and the Pizzeria            | 25 oktober 2001  |
| 4                    | 30                 | Brum op gymnastiek            | Brum and the Gymnast             | 1 november 2001  |
| 5                    | 31                 | Brum en de dievenkoning       | Brum and the King of Thieves     | 8 november 2001  |
| 6                    | 32                 | Brum en de skatebordbruid     | Brum and The Skateboarding Bride | 15 november 2001 |
| 7                    | 33                 | Brum en de ballonnen          | Brum and the Chasing Balloons    | 29 november 2001 |
| 8                    | 34                 | Brum en de parelketting       | Brum and the Stolen Necklace     | 6 december 2001  |
| 9                    | 35                 | Brum en de theaterdieven      | Brum and the Pantomime Cow       | 20 december 2001 |
| 10                   | 36                 | Brum en de stuurloze trein    | Brum and the Runaway Train       | 27 december 2001 |
| 11                   | 37                 | Brum en de taartenbende       | Brum and The Birthday Cake       | 3 januari 2001   |
| 12                   | 38                 | Brum en het mobieltje         | Brum and The Mobile Phone        | 24 januari 2001  |
| 13                   | 39                 | Brum en de struiken           | Brum and The Bushes on the Run   | 7 februari 2001  |
| 14                   | 40                 | Brum en het deftige hondje    | Brum and The Diamond Dog         | 14 februari 2001 |
| 15                   | 41                 | Brum en de speeldoos          | Brum and The Music Box           | 21 februari 2001 |
| 16                   | 42                 | Brum en het weggelopen beeld  | Brum and The Runaway Statue      | 28 februari 2001 |
| 17                   | 43                 | Brum en de sneeuwdieven       | Brum and the Snow Thieves        | 7 maart 2001     |

### Seizoen 4 (2001)
| Aflevering (seizoen) | Aflevering (serie) | Nederlandse titel                 | Originele titel                     | Uitzenddatum  |
| -------------------- | ------------------ | --------------------------------- | ----------------------------------- | ------------- |
| 1                    | 44                 | Brum redt een katje               | Brum and the Kitten Rescue          | 14 maart 2001 |
| 2                    | 45                 | Brum en de rivierrace             | Brum and the Splash And Grab        | 21 maart 2001 |
| 3                    | 46                 | Brum en de gouden wc              | Brum and the Golden Loo             | 28 maart 2001 |
| 4                    | 47                 | Brum en het golfkarretje          | Brum and the Golf Buggy             | 11 april 2001 |
| 5                    | 48                 | Brum en de voetbalheld            | Brum and The Soccer Hero            | 2 mei 2001    |
| 6                    | 49                 | Brum en de robot                  | Brum and The Rampant Robot          | 9 mei 2001    |
| 7                    | 50                 | Brum en de etalagepop             | Brum and The Shop Window Dummy      | 23 mei 2001   |
| 8                    | 51                 | Brum en de bowlingbaan            | Brum and the Bowling Alley          | 30 mei 2001   |
| 9                    | 52                 | Brum en de basketbal              | Brum and The Basketball Star        | 6 juni 2001   |
| 10                   | 53                 | Brum en de gorilla-diefstal       | Brum and The Gorilla Caper          | 13 juni 2001  |
| 11                   | 54                 | Brum en de tuffende tweezitsbank  | Brum and The Runaway Sofa           | 20 juni 2001  |
| 12                   | 55                 | Brum en de ontvoerde tuinkabouter | Brum and the Kidnapped Garden Gnome | 27 juni 2001  |
| 13                   | 56                 | Brum en de stuiterbal             | Brum and The Runaway Ball           | 11 juli 2001  |

### Seizoen 5 (2002)
| Aflevering (seizoen) | Aflevering (serie) | Nederlandse titel                 | Originele titel                  | Uitzenddatum      |
| -------------------- | ------------------ | --------------------------------- | -------------------------------- | ----------------- |
| 1                    | 57                 | Brum en de stuntmotor             | Brum and the Stunt Bike Rescue   | 2 september 2002  |
| 2                    | 58                 | Brum en de stopwatchdief          | Brum and The Stopwatch Botch     | 9 september 2002  |
| 3                    | 59                 | Brum en de slagroomballon         | Brum and The Cream Balloon       | 16 september 2002 |
| 4                    | 60                 | Brum en de zakkenroller           | Brum and The Pickpocket Polly    | 23 september 2002 |
| 5                    | 61                 | Brum en de nieuwe kabouter        | Brum and The Daring Gnome Rescue | 30 september 2002 |
| 6                    | 62                 | Brum en de muis                   | Brum and The Mischievous Mouse   | 7 oktober 2002    |
| 7                    | 63                 | Brum en de zware kluis            | Brum and The Bank Robbers        | 14 oktober 2002   |
| 8                    | 64                 | Brum en de op hol geslagen riksja | Brum and the Runaway Rickshaw    | 21 oktober 2002   |
| 9                    | 65                 | Brum en de kunstschilder          | Brum and The Paint Pandemonium   | 28 oktober 2002   |
| 10                   | 66                 | Brum en de stoelendans            | Brum and the Crazy Chair Chase   | 4 november 2002   |

## Uitgave
- Seizoen 1 en seizoen 2 is eenmaal op video uitgebracht maar nooit uitgebracht op dvd.
- De laatste aflevering (Safari park) van seizoen 1 is nooit uitgebracht op video en dvd.

| Nummer | Titel | Aantal afleveringen op vhs\dvd | Seizoen | Aflevering (Serie)         | Aflevering (Titel) |
| ------ | --- | ------------------------------ | ------- | -------------------------- | --- |
| 1      | Brum - Deel 1 - Brum in moeilijkheden                                                                          | 3                              | 1       | 1 2 3                      | Brum in moeilijkheden Brum gaat vliegeren Brum naar de sloop |
| 2      | Brum - Deel 2 - Brum - Verdwaald, verdwaald                                                                    | 3                              | 1       | 7 8 9                      | Verdwaald, verdwaald Brum gaat racen Brum in het circus |
| 3      | Brum - Deel 3 - Brum gaat naar de opera                                                                        | 3                              | 1       | 4 5 6                      | Brum gaat naar de opera Brum en de grasmaaier Brum aan het strand |
| 4      | Brum - Deel 4 - Brum en de verhuiswagen                                                                        | 3                              | 1       | 10 11 12                   | Brum en de verhuiswagen Brum en de bankrovers Brum en de kinderwagen |
| 5      | Brum - 2 uur nonstop kijkplezier (4 delen avontuur gezamenlijk op 1 cassette) (Deel 1,2,3 en 4 op 1 videoband) | 12                             | 1       | 1 2 3 7 8 9 4 5 6 10 11 12 | Brum in moeilijkheden Brum gaat vliegeren Brum naar de sloop Verdwaald, verdwaald Brum gaat racen Brum in het circus Brum gaat naar de opera Brum en de grasmaaier Brum aan het strand Brum en de verhuiswagen Brum en de bankrovers Brum en de kinderwagen |
| 6      | Brum - Deel 5 - Brum en de hijskraan                                                                           | 4                              | 2       | 15 14 16 17                | Brum en de hijskraan Brum en de helikopter Brum - De schaatsster Brum - Dansen op straat |
| 7      | Brum - Deel 6 - Brum gaat schilderen                                                                           | 4                              | 2       | 26 18 21 20                | Brum gaat een huis schilderen Brum op de bruiloft Brum en een winderige dag Brum in de supermarkt |
| 8      | Brum - Deel 7 - Brum en de fanfare                                                                             | 5                              | 2       | 24 19 22 23 25             | Brum en de fanfare Brum en de gemene dief Brum en het straatfeest Brum en het verdwaalde poesje Brum en de overstroming |